# Bernburg-Friedenshall
Bernburg-Friedenshall (niem. Bahnhof Bernburg-Friedenshall) – przystanek kolejowy w Bernburg (Saale), w kraju związkowym Saksonia-Anhalt, w Niemczech. Znajduje się na linii Köthen – Aschersleben, w dzielnicy Friedenshall. Według DB Station&Service ma kategorię 6.

## Położenie
Przystanek znajduje się w południowo-wschodniej części miasta Bernburg, około czterech kilometrów od centrum miasta. W bezpośrednim sąsiedztwie znajduje się tylko kilka osiedli. Leży na km 17,6 linii Köthen – Aschersleben.

## Linie kolejowe
- Linia Köthen – Aschersleben

## Połączenia
| Linia  | Trasa                                                                                            | Takt                                                  |
| ------ | ------------------------------------------------------------------------------------------------ | ----------------------------------------------------- |
| HEX 47 | Halle (Saale) – Halle-Trotha – Wallwitz – Könnern – Baalberge – Bernburg-Friedenshall – Bernburg | 60 min (Pon–Pią); 120 min (Sob–Nie)                   |
| RB 50  | Dessau – Köthen – Baalberge – Bernburg-Friedenshall – Bernburg – Güsten – Aschersleben           | 60 min (Dessau–Güsten); 120 min (Güsten–Aschersleben) |